# Innuendo (chanson)
Pour les articles homonymes, voir Innuendo.
Singles de Queen
The Miracle
(1989) I'm Going Slightly Mad
(1991)
Innuendo est une chanson du groupe britannique Queen, sortie en 1991. Il s'agit du premier extrait de l'album du même nom sorti la même année. Bien que créditée au groupe, la chanson a été principalement écrite par Roger Taylor. D'une durée de plus de six minutes, elle a été classée, comme Bohemian Rhapsody seize ans auparavant, numéro un dans les classements britanniques et dans plusieurs pays.

## Autour de la chanson
Innuendo naît durant une session improvisée en Suisse, aux Mountain Studios, entre Brian May, Roger Taylor et John Deacon, pendant le printemps 1989. En entendant le rythme, Freddie Mercury développe la mélodie et commence à écrire les paroles. À partir de là, les quatre membres travaillent sur la chanson : Roger Taylor écrit les paroles alors que la partie centrale est écrite par Freddie Mercury un peu plus tard.
La chanson est un mélange de différents genres : elle contient un solo de flamenco exécuté par le guitariste de Yes, Steve Howe, un interlude typé « opéra » qui n'est pas sans rappeler Bohemian Rhapsody et des passages hard rock. Steve Howe et Freddie Mercury étaient amis depuis environ 1978, époque à laquelle Yes enregistrait à Montreux aux Mountain Studios, peu avant que Queen ne rachète cette structure. En 1990, Steve Howe collaborait à Genève à l'enregistrement d'un album de Paul Sutin, un artiste avec lequel il avait déjà travaillé deux ans auparavant, et, averti que Queen y enregistrait alors un nouvel album, profita d'une pause pour leur rendre visite aux Mountain Studios. Brian May fit écouter à Howe quelques-uns de leurs travaux en cours, dont le morceau Innuendo, et l'invita à y participer en jouant de la guitare classique.

## Clip vidéo
Un clip de la chanson, très élaboré, a été réalisé avec différentes méthodes d'animation. Il comprend des figurines animées en stop-motion rappelant l'artwork de l'album, inspiré d'illustrations d'Un Autre monde de Jean-Jacques Grandville, évoluant dans une maquette représentant un cinéma. Les membres du groupe n'apparaissent que sous forme d'illustrations animées, principalement extraites de vidéos antérieures du groupe, telles que The Miracle, Scandal, Breakthru, The Invisible Man et I Want it All, sur l'écran du cinéma. S'y intercalent également des séquences d'archives historiques.
Les membres du groupe sont eux représentés dans les styles caractéristiques de différents artistes ou courants artistiques : Freddie Mercury évoque ainsi Léonard de Vinci, Brian May des dessins victoriens, Roger Taylor les œuvres de Jackson Pollock, et John Deacon celles de Pablo Picasso et de J.J. Grandville, le tout animé par les studios Hibbert Ralph Animation de Londres.
L'intermède flamenco montre des figurines d'argile de bouffons effectuant culbutes, applaudissements et jonglage, animées par Klaybow Films de Londres.
Le clip a permis à ses réalisateurs, les autrichiens Hannes Rossacher et Rudi Dolezal, de remporter une récompense, un Monitor Award.
Un montage préliminaire de la vidéo a été interdit d'antenne aux États-Unis car il contenait des extraits d'images de la Guerre du Golfe et de la Seconde Guerre mondiale. Une version alternative, expurgée de ces images, n'a connu par la suite qu'une diffusion limitée.[réf. souhaitée]

## Autres versions
Innuendo ainsi que des extraits de Kashmir et Thank You, deux chansons de Led Zeppelin, ont été interprétées par Robert Plant et les trois membres restants de Queen (May, Taylor et Deacon) durant le Freddie Mercury Tribute en 1992. Cependant, la chanson ne figure pas dans les enregistrements VHS ou DVD du concert, à la demande de Robert Plant, car sa voix était de très faible condition, il ne se souvenait plus des paroles et n'a pas chanté correctement la chanson.
La version dite Explosive Version qui figure sur le single se termine par un son ressemblant à celui d'une explosion, après que Mercury a chanté « until the end of time » (« jusqu'à la fin des temps »).

## Sortie et accueil
Sorti en single le 14 janvier 1991 comme premier extrait de l'album du même nom, Innuendo entre au UK Singles Chart à partir du 26 janvier 1991 directement en première place, délogeant ainsi Sadeness (Part I) d'Enigma, qui était en tête la semaine précédente. Bien que resté qu'une seule semaine à la première place des charts britanniques, Innuendo reste classé durant six semaines jusqu'au 2 mars 1991. Au cours de sa présence dans le classement, le single est resté deux semaines dans le top 10 et trois dans le top 20. Il s'agit du troisième et dernier single classé numéro un au Royaume-Uni de Queen du vivant de Freddie Mercury.
Innuendo connaît aussi un succès en Suisse où il est resté à la troisième place durant trois semaines, en Allemagne, aux Pays-Bas, en Irlande, en région flamande de la Belgique, en Italie et dans une moindre mesure en Nouvelle-Zélande et en Autriche. Le succès du single est modeste en Australie où il n'occupe que la vingt-huitième place des charts.

## Classements et certifications
| Classements (1991)                     | Meilleure place |
| -------------------------------------- | --------------- |
| Allemagne (Media Control AG)           | 5               |
| Australie (ARIA)                       | 28              |
| Autriche (Ö3 Austria Top 40)           | 12              |
| Belgique (Flandre Ultratop 50 Singles) | 8               |
| Espagne (Promusicae)                   | 6               |
| États-Unis (Mainstream Rock)           | 17              |
| Europe (Eurochart Hot 100)             | 3               |
| Finlande (Suomen virallinen lista)     | 3               |
| Irlande (IRMA)                         | 4               |
| Italie (Musica e dischi)               | 4               |
| Nouvelle-Zélande (RMNZ)                | 10              |
| Pays-Bas (Single Top 100)              | 4               |
| Royaume-Uni (UK Singles Chart)         | 1               |
| Suisse (Schweizer Hitparade)           | 3               |

| Région                                | Certification | Ventes/Streams |
| ------------------------------------- | ------------- | -------------- |
| Royaume-Uni (BPI)                     | Argent        | 200 000^       |
| ^Mise en rayon selon la certification |               |                |

## Crédits
- Freddie Mercury : chant principal, chœurs et claviers ;
- Brian May : guitare électrique et guitare classique ;
- Roger Taylor : batterie et percussions ;
- John Deacon : guitare basse ;
- Steve Howe : guitare classique ;
- David Richards : programmation des claviers.